# 당성증
당성증(唐聖增, 1966년 1월 4일)은 대한민국의 전 축구 선수이자 감독이다.

## 클럽 경력
1990년, LG 치타스에 입단하면서 프로 커리어를 시작했다. 1991년까지 활동했다.

## 지도자 경력
이영진 감독이 취임한 2010년에 대구 FC의 코치로 부임했다. 이후 수석코치를 거쳐 2012년 11월, 대구 FC의 신임 감독으로 임명되었다.
그러나 개막 후 단 1승도 올리지 못하고 3무 5패에 그쳐 최하위로 밀렸고, 결국 2013년 4월 23일 성적 부진으로 사임하였다.
2013년 11월 19일 천안시청의 감독 공모를 통해 2014년부터 김태수 감독의 뒤를 이어 지휘봉을 잡아 2019년까지 팀을 이끌고 김태영에게 넘겼다.